# Église Saint-Clair de Thorrenc
 (mars 2018).
L'église Saint-Clair est érigée dans la commune de Thorrenc, département de l'Ardèche en région Auvergne-Rhône-Alpes. L'édifice est situé au chef-lieu de la commune, en limite de l’enceinte du château dit de Thorrenc.

## Historique
- 1025 : Première mention écrite de la seigneurie de Thorrenc et Andance : une donation y est passée au profit de l’abbaye de Cluny.

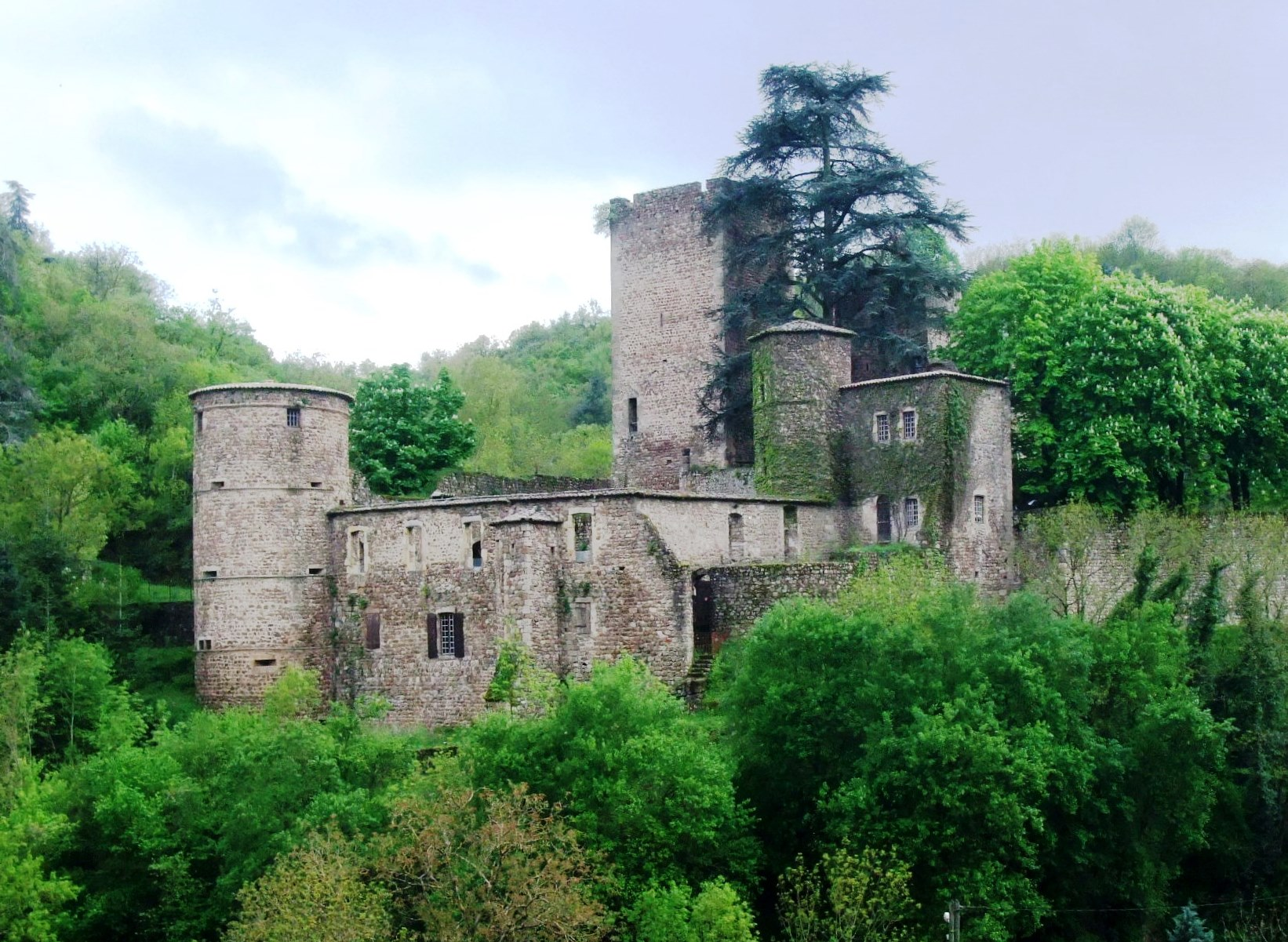
Le château de Thorrenc, progressivement agrandi au cours des siècles.

- XIIe siècle : La paroisse de Thorrenc est une dépendance du prieuré d’Andance, lui-même rattaché à l’abbaye de la Chaise-Dieu.
- 1536 : Détachement du prieuré d’Andance de l’abbaye de la Chaise-Dieu au profit du Collège de Tournon nouvellement créé par le cardinal François de Tournon, abbé en commende de la Chaise-Dieu.
- 1561 : Ce collège et toutes les paroisses attachées sont prises en charge par les pères de la Société de Jésus (jésuites). Ce sera ainsi jusqu'à la dissolution de cet ordre à la fin du XVIIIe siècle.
- 1577 - 1596 : La chapelle du château est le cadre d’exercices spirituels. Obligée de perpétuer la lignée familiale par son père, premier baron de Thorrenc et Andance, et après avoir obtenu une dispense du pape, Gabrielle de Saint-Chamond (1547 - 1596) quitte sa charge d’abbesse de Clavas (Haute-Loire) après douze ans de religion et épouse le capitaine Jacques Mitte de Chevrières (1559 - 1606). Le couple aura sept enfants mais la « Dame de Thorrenc » dira tous les jours son office en la chapelle du château avec une religieuse, se donnera la discipline et revêtira la haire, une petite chemise en poil de chèvre portée en esprit de pénitence.
- 1756 : Mariage en la chapelle du château de Marie - Madeleine Demeure et Christophe - Théophile Desfrançais de l’Olme, scellant la fusion des patrimoines de deux seigneuries du Haut-Vivarais menacées de disparition. Leur héritier : Jean - Marie Desfrançais de l’Olme (1758 - 1834) sera titré « Baron de Thorrenc et Andance, Sieur de l’Olme, Font-Achard, Les Guillots, Saint-Désirat, Saint-Étienne-de-Valoux, Talencieux, Saint-Cyr et Vernosc » . Il sera lieutenant général du bailliage d’Annonay, président du Tribunal du district du Mézenc, maire d’Annonay de 1795 à 1797 et de 1802 à 1815 (8 mars).
- 1759 - 1762 : Travail préparatoire de la rédaction d’une Histoire du Languedoc par des moines bénédictins avec l’appui des États du Languedoc. Les curés des paroisses de la province reçoivent un premier questionnaire et une relance concernant l’administration religieuse, civile et judiciaire. Voici la réponse du curé de Thorrenc à propos de l’église. « L’église est dans l’enceinte du château. Elle (…) a pour patron saint Georges . La nomination à la cure dépend du prieuré d’Andance et le prieuré du collège de Tournon».

- 1789 : Révolution…

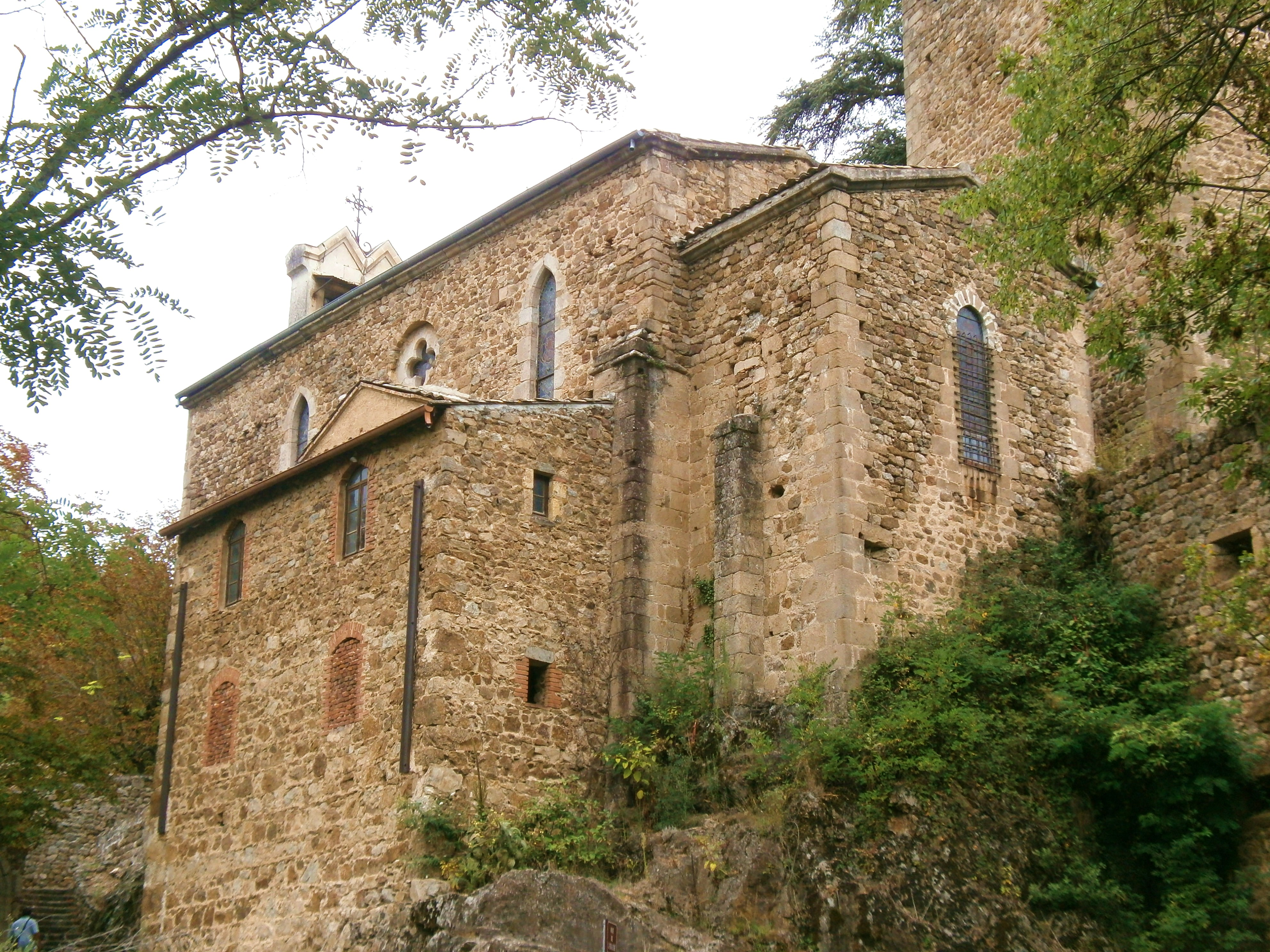
L'église est accolée à l'enceinte près de l'entrée du château.

- 1793 : Fermeture de l’église au culte ? Les paroissiens cacheraient leur curé dans les environs du village.
- 1802 : Réouverture officielle au culte : l’église demeure paroissiale dans le cadre de la mise en place de l’organisation temporelle concordataire.
- 1807 : Réorganisation du maillage paroissial : l’église perd son statut d’église paroissiale. En effet le budget des traitements des ministres des cultes et donc le nombre des paroisses est revu à la baisse par l’État.
- 1828 : Rétablissement du statut d’église paroissiale. Le desservant de Thorrenc redevient fonctionnaire d’État jusqu’à la Loi de séparation des Églises et de l'État.
- 1831 - 1843 : Campagne de travaux d’entretien et d’embellissement (aménagement ou remplacement d’une porte et pose de carrelage).
- 1871 : Début d’une autre campagne de travaux d’entretien et d’embellissement.
- 1875 : Accident sur le chantier. « Le Républicain de la Loire et de la Haute-Loire » de septembre 1875 rapporte : «Un grave accident est arrivé dernièrement dans l’église de Thorrenc, petit village qui attire les regards de tous ceux qui font le trajet d’Annonay à Saint-Rambert. La toiture de l’église qui était en réparation, s’est effondrée au moment où un certain nombre d’ouvriers étaient occupés les uns à apporter les tuiles, les autres à les replacer. Précipités dans la nef, plusieurs d’entre eux ont été gravement contusionnés ; un jeune abbé en a été quitte pour une légère excoriation au visage, mais moins heureux, un autre prêtre, le desservant de Thorrenc, qui se trouvait également dans l’église, a eu une jambe cassée»

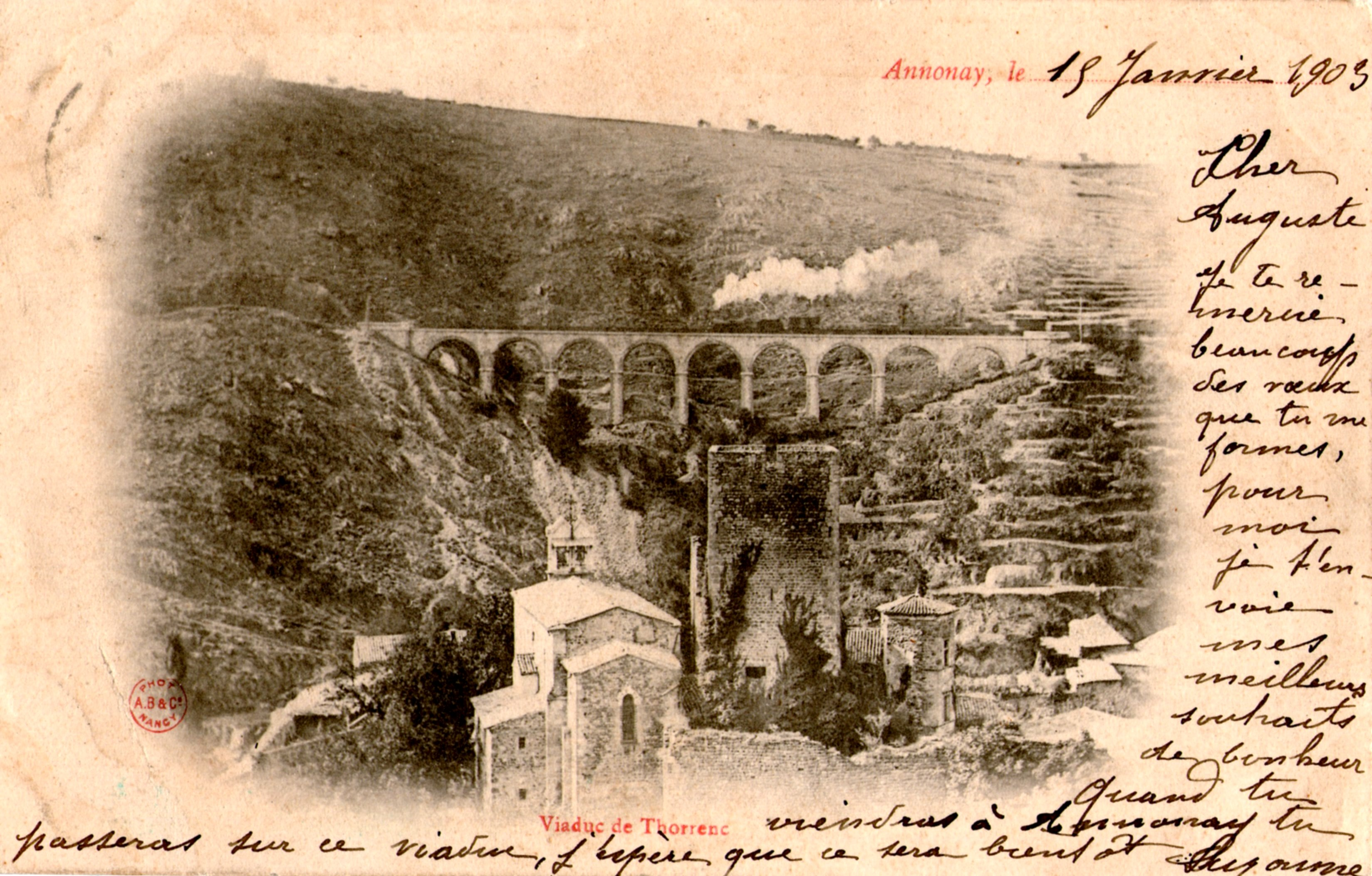
En premiers plans, la chapelle et les tours du château.

- 1876 : Fin des travaux qui ont permis la construction du campanile et du presbytère accolé à l’église, la réfection du portail principal et de la toiture.
- 1894 : Passage de Joseph-Michel-Frédéric Bonnet, évêque de Viviers dans le cadre de sa tournée pastorale en Haut-Vivarais devant le conduire vers Annonay et Satillieu en vue des consécrations de la chapelle du couvent du Sacré-Cœur (actuels foyer Saint-Charles et lycée Marc-Seguin d’Annonay) et l'église de Satillieu (9 avril).
- 1906 : 
  - Inventaire de l’église dans le cadre de la Loi de séparation des Églises et de l'État (février ou mars).
  - Incendie accidentel dans l’église. En raison de l’inflammation d’une nappe d’autel par un cierge, 178 francs de dédommagement sont versés par la compagnie d’assurance « Le Monde » (octobre ?).
- 1914 : décès du Père Jean-Joseph Chalencon, curé de Thorrenc. Malade depuis plusieurs semaines, le Père Chalencon s’éteint à l’hôpital d’Annonay le 16 septembre 1914. Ses funérailles sont célébrées à l’église Notre-Dame d'Annonay. Il repose dans le caveau du clergé de cette ville. Il fut sans doute le dernier curé de Thorrenc.
- 1918 : La Croix de l’Ardèche  précise que la cure de Thorrenc est vacante depuis 1914.
- 1932 : La Croix de l’Ardèche rapporte la célébration d’un mariage en l’église présidée par le curé de Saint-Étienne-de-Valoux… Il n’y a donc pas de curé à Thorrenc.
- 1941 : Lu dans La Croix de l’Ardèche : « La jeunesse catholique de Talencieux avait demandé à chanter la messe dans l’église de Thorrenc le dimanche 25 mai en même temps qu’elle invitait à cette fête les jeunes de Saint-Étienne-de-Valoux qui acceptaient gracieusement. (…) Les voix, les instruments de musique se firent entendre ; ce fut beau, ce fut imposant et comme un hommage solennel en l’honneur de cette église vénérable à bien des titres » . L’article ne précise pas quel(s) prêtre(s) a (ont) présidé la célébration.
- 1966 : Compte tenu du faible nombre d’habitants, de la diminution du nombre de prêtres ardéchois et de l’éclatement de la commune en hameaux, la paroisse catholique est supprimée, au profit de celles de Talencieux, Vernosc-lès-Annonay et Saint-Cyr. L’église se trouve sur le territoire de celle de Talencieux qui en comprend désormais deux, anticipant ainsi la refonte du maillage paroissial de 2003.

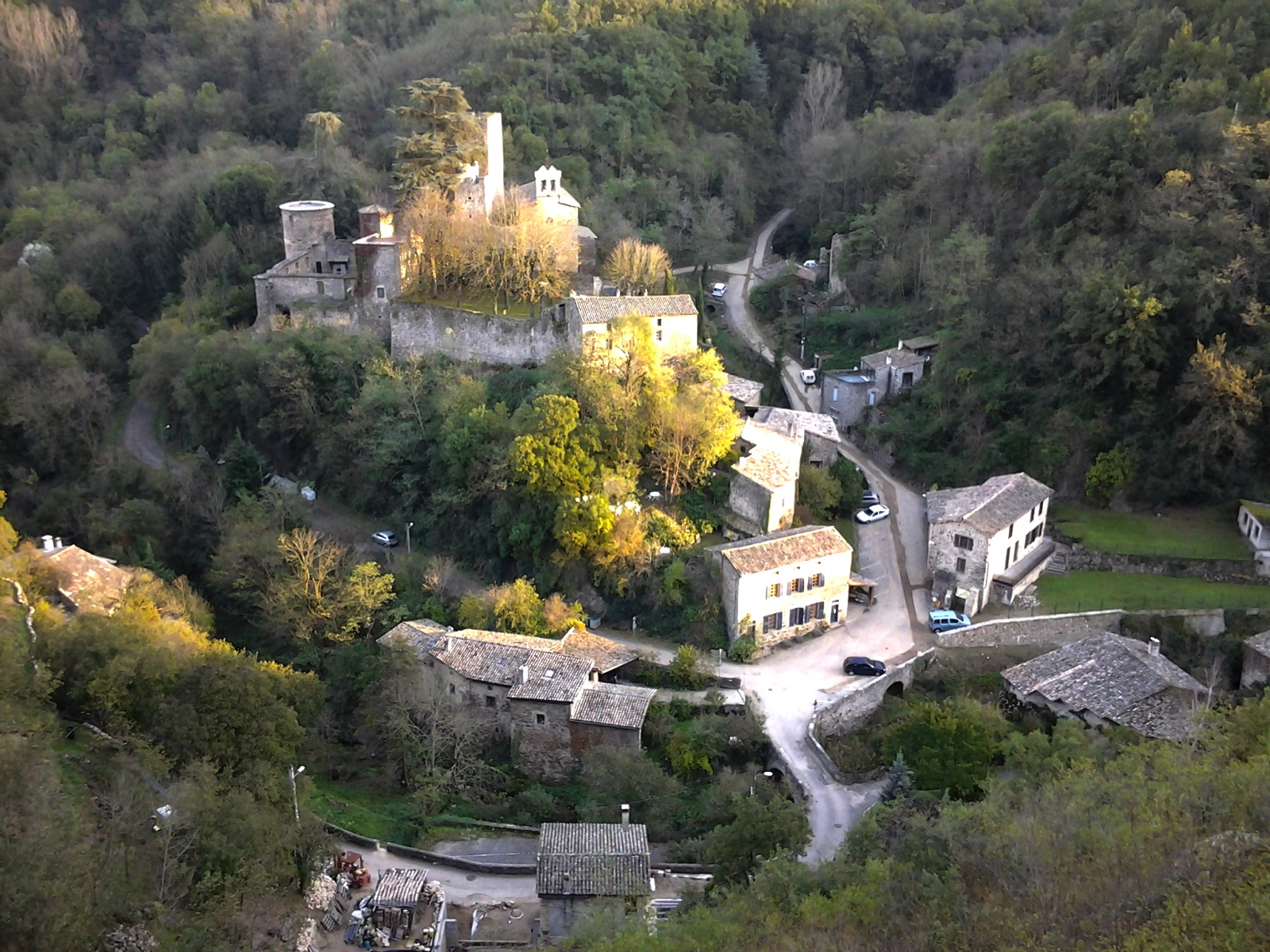
Un chef-lieu pittoresque, mais limité en espace et en nombre d'habitants.

- 1980 - 1982 : Rénovation de la toiture et de l’intérieur de l’église.
- 1984 - 1994 : Célébrations eucharistiques régulières (une tous les deux ou trois ans ?) en l’église à une date non fixe à la demande d’une personnalité locale : Georges Levaillant, également maire de la commune. Elles sont présidées par le curé de Talencieux, et la chorale paroissiale de Talencieux en assure l’animation. Par exemple : Le Réveil du Vivarais précise que le 14 juin 1992 « la messe n’aura pas lieu à l’église de Talencieux mais à celle de Thorrenc ».
- 1994 : Les catholiques de Thorrenc groupés avec les paroisses de Talencieux, Vernosc-lès-Annonay, Saint-Cyr et d’autres paroisses catholiques de la banlieue d’Annonay forment « l’ensemble inte-paroissial d'Annonay – rural ».
- 2003 : Création de la paroisse « Saint-Christophe-lès-Annonay », par fusion des paroisses catholiques existantes (1er janvier) [1].
- 2013 : Premières « Journées européennes du patrimoine » en partenariat avec la Communauté d'agglomération du Bassin d'Annonay (septembre).
- 2015 : 
  - Première édition de « Culture en avril à Thorrenc » (avril)[2].
  - Le week-end de la solennité du Saint Sacrement, la « messe anticipée du dimanche » (célébrée le samedi soir) de la paroisse Saint-Christophe-lès-Annonay  a lieu exceptionnellement à l’église de Thorrenc, sans doute une première dans ce lieu de culte (6 juin ) [3].
- 2021 : Création de la paroisse « Bienheureux Gabriel Longueville » du Bassin d'Annonay par fusion des paroisses « Sainte-Claire » d’Annonay, de Roiffieux et de La Vocance et « Saint-Christophe lès Annonay » (1er mai) [4].
- 2024 : Réaménagement du chœur (mai).

## Description générale

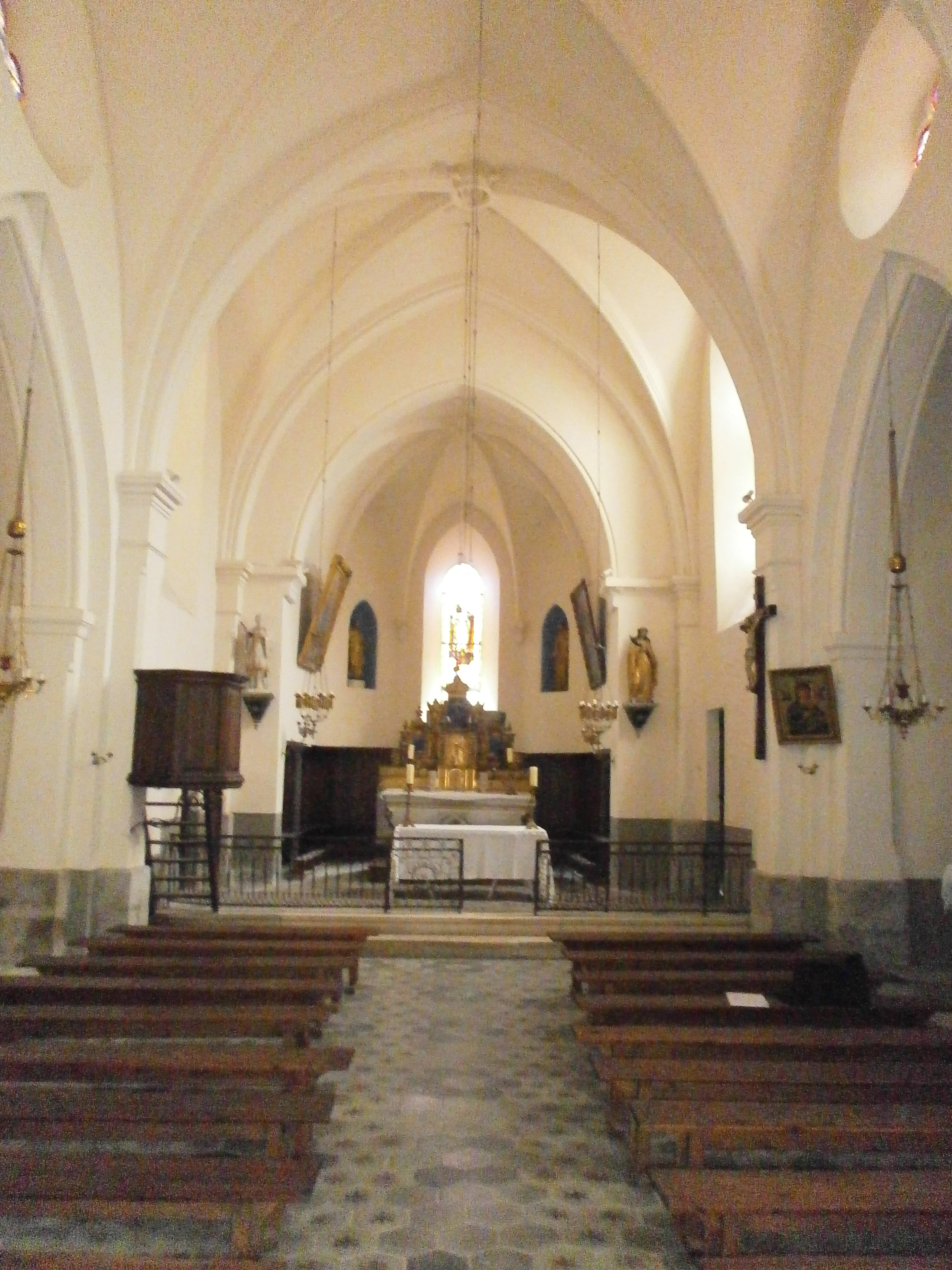
Thorrenc, intérieur de l'église.

Composée d’un clocher-mur sur la façade principale surmontant le portail d’entrée, l’église est à une seule nef voûtée en croisées d’ogive. Son plan rappelle celui d’une croix latine avec deux petites chapelles naissant dans la nef. Une astuce architecturale permet de passer d’un chevet « plat » à une abside à cinq pans .

## Vocable
L’évêque « saint Clair » a été choisi comme patron sans doute lors de la reconstruction de l’église au XIXe siècle. Avant la Révolution l’église était dédiée à saint Georges.

## Visite de l'édifice

### Le sanctuaire
Contrairement à la plupart des églises paroissiales, l’église de Thorrenc est utilisée de façon très aléatoire en raison de l’histoire et de la démographie de la commune (une célébration tous les trois ou quatre ans en moyenne depuis 1914 ?). Ainsi elle a été très peu transformée depuis la Première Guerre mondiale.
L’ensemble du mobilier liturgique utilisée avant le concile Vatican II est présent :
- le maître-autel avec la table et le retable accolés,
- la chaire,
- la table de communion : ici une barrière en fer forgé qui permettait aux fidèles agenouillés devant de recevoir la communion du prêtre restant dans le chœur.

Dans cette église, il n'y a pas d’ambon cependant notons la présence de plusieurs éléments aux fonctions liturgiques précises utilisés aujourd'hui c'est-à-dire après le concile Vatican II : 
- la Croix du Christ,  placée ici au-dessus du retable du maître d’autel.

- l'autel permettant la célébration « face au peuple ». En mai 2024 la planche posée sur deux tréteaux, le tout recouvert d’une nappe blanche a été remplacée par un "véritable" autel provenant de l'église Saint-François d'Annonay.

- le tabernacle se trouvant ici au centre de l’abside au sein du retable de l'ancien maitre-autel.

### Vitraux
Les vitraux figuratifs représentent des portraits de saints et saintes sous la forme de médaillons. Ils sont issus du même maître-verrier car ils ont une unité de style. Dans la nef nous trouvons : 
- Saint Joseph, au-dessus du portail principal ;
- Saint Jean l’Evangéliste;
- Saint Jean-Baptiste;
- L’Immaculée Conception;
- Le Sacré-Cœur ;

Le vitrail derrière l’autel, très lumineux au soleil levant, représente sous la forme d’un portrait en pied :  Saint Clair.

### Sculptures

#### Clés de voute
Les clés de voûte sont ornées par les armes de prélats en mission à l’époque de la dernière grosse transformation de l’église. Entre l’entrée et l’autel majeur nous trouvons les armoiries de :
- Joseph-Michel-Frédéric Bonnet, évêque de Viviers ;
- Louis Delcusy, évêque de Viviers, son prédécesseur ;
- Sa Sainteté le pape (1846-1878) Pie IX.

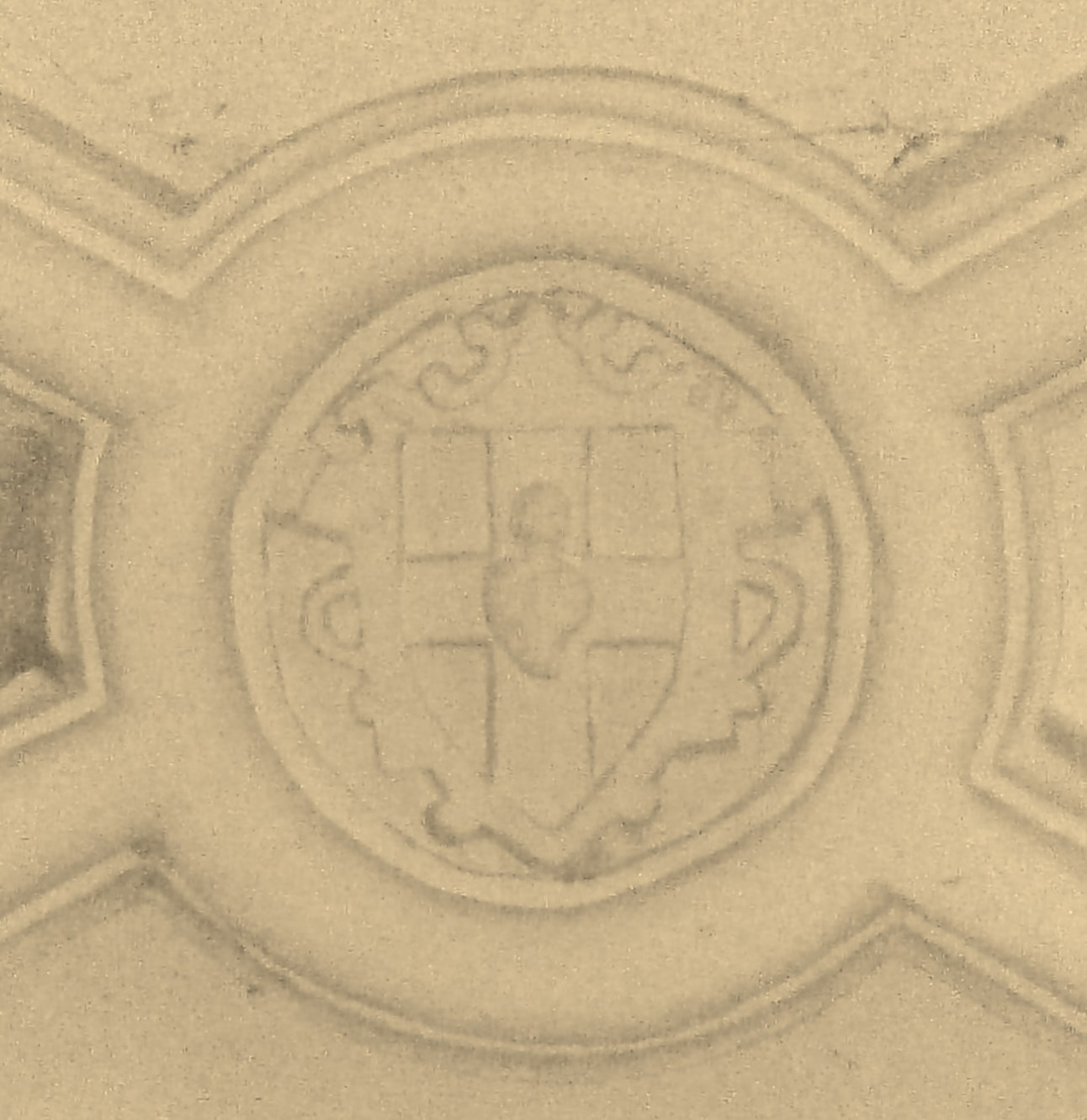
Armoiries de Joseph Bonnet.
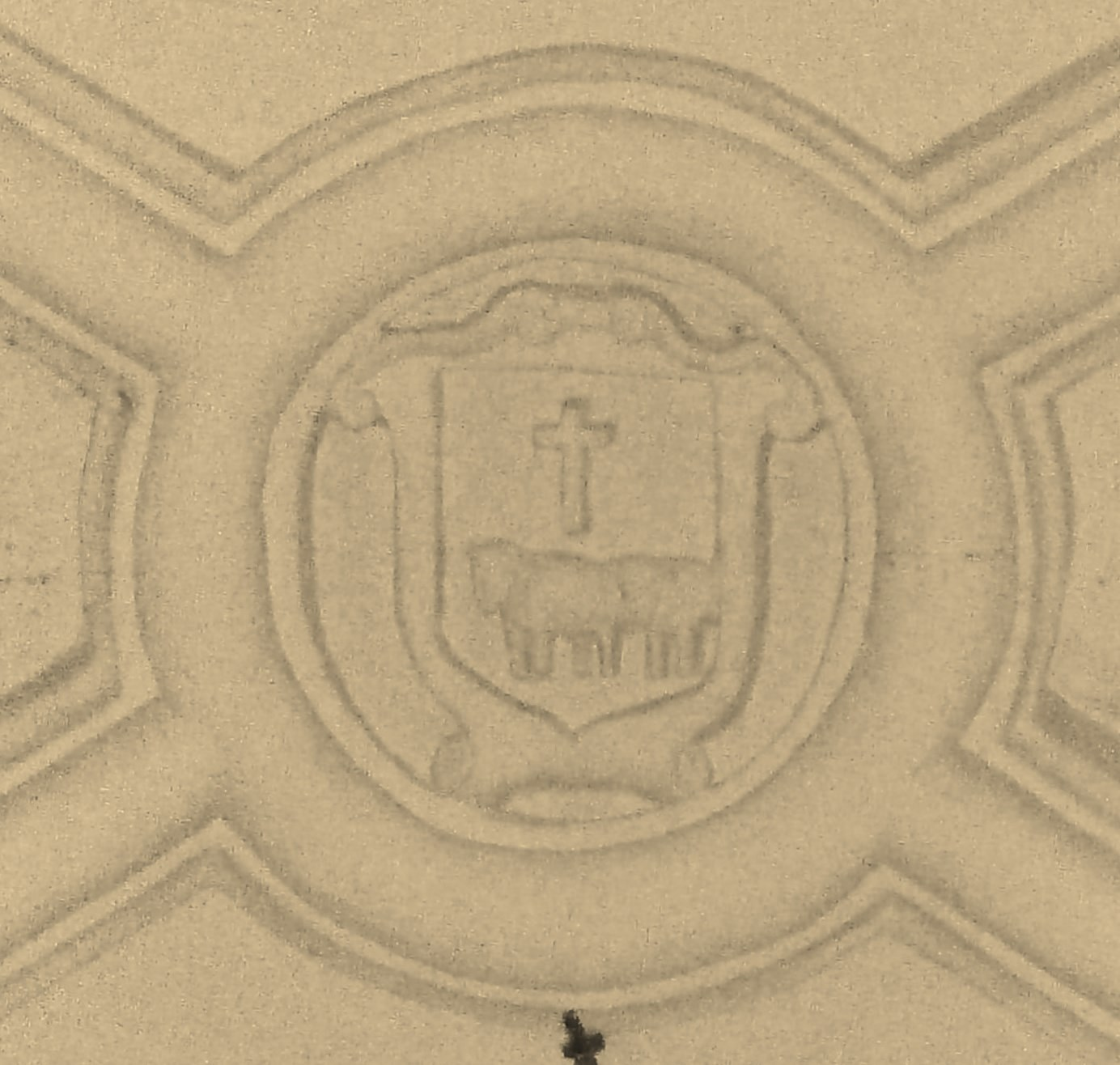
Armoiries de Louis Delcusy.
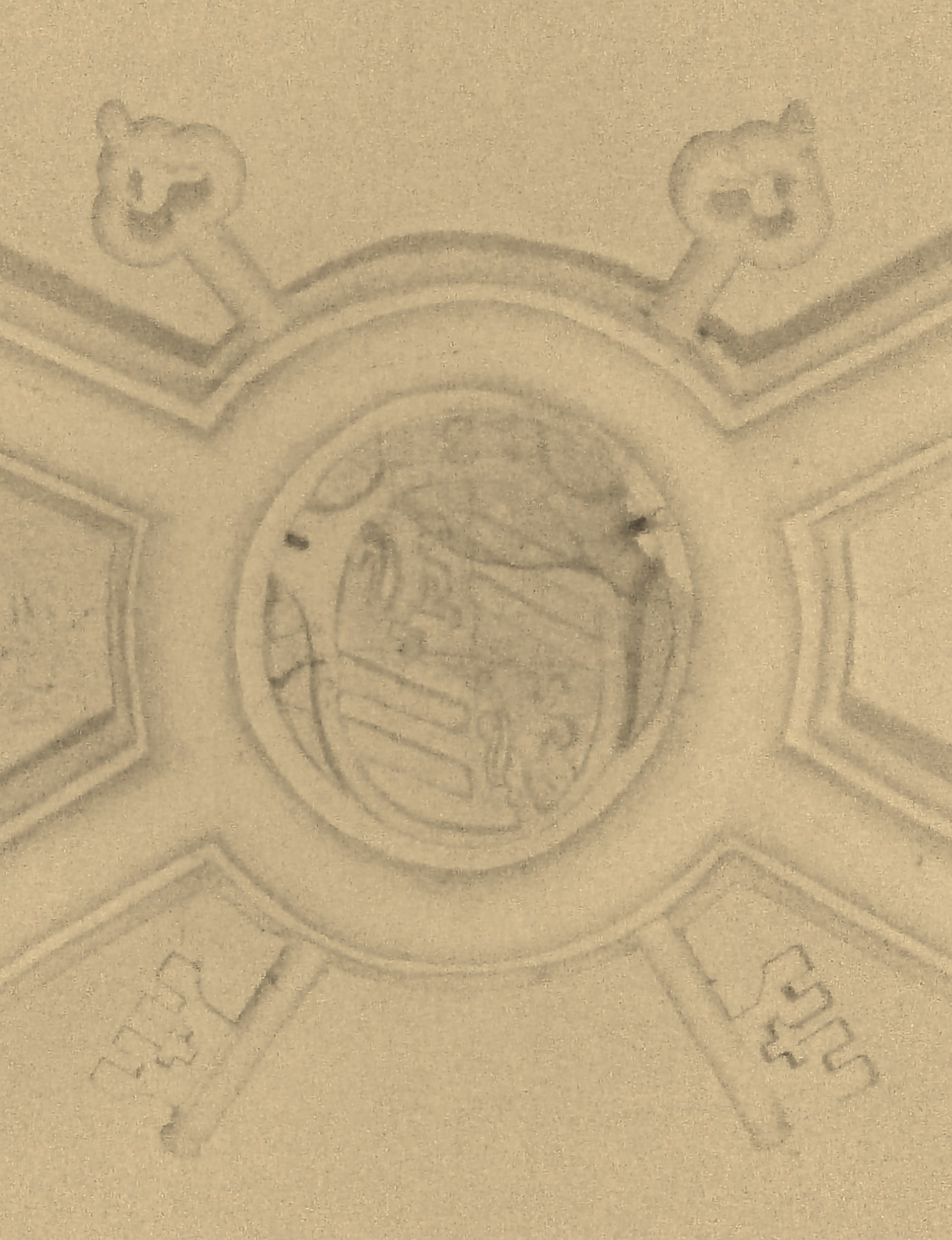
Armoiries du pape Pie IX.

#### Statues
Neuf statues placées dans la nef décorent l'église dont :
- Saint Jean-Marie Vianney,
- Saint Jean-François Régis,
- Saint Antoine de Padoue,
- Le Sacré-Cœur,

À celles-ci s’ajoutent les statues des chapelles latérales :
- Saint Joseph,
- Notre-Dame, une Vierge à l’enfant.

#### Chemin de Croix
Le Chemin de Croix rappelle différents épisodes en quatorze stations du premier vendredi saint : la Passion du Christ. Ici, incomplet, il a été retiré lors de la dernière rénovation intérieure (fin XXe siècle).

#### Table de communion
La table de communion, ici en fer forgé, comporte deux dates importante dans l’histoire de l’église : 1843 et 1875 et des initiales : « IHS » pour Iesus Hominum Salvator : Jésus, Sauveur des Hommes et « SMO » (sa signification nous échappe).

### Tableaux
L’édifice est également décoré par des tableaux : La Résurrection,  Le Sacré Cœur et des portraits de saints. Tous doivent dater du XIXe siècle et avoir une « valeur artistique » modeste.

### Cloches
Le clocher-mur abrite deux cloches visibles depuis le parvis et le chevet de l’église. Leur sonnerie est encore manuelle en 2013 !

### Quelque temps forts culturels
- 2013 : « Journées européennes du patrimoine » en partenariat avec la Communauté de communes du Bassin d'Annonay. Présentation et visite commentée de l'église (septembre).
- 2014 : « Journées européennes du patrimoine » en partenariat avec la Communauté d'agglomération du Bassin d'Annonay. Présentation et visite commentée de l'église (septembre).
- 2015 :
  - « Culture en avril à Thorrenc » : exposition de toiles de Ch. Richard et D. Brunel, peintres de Talencieux (avril) [2].
  - « Journées européennes du patrimoine » en partenariat avec la Communauté d'agglomération du Bassin d'Annonay. Exposition sur la voie ferrée qui traverse la commune (septembre).
- 2016 :  « Culture en avril à Thorrenc » : exposition de photos super macro de A.-M. Dessemond et d'huiles sur toiles de T. Potin, artistes de  Saint-Cyr (avril) [6].
- 2017 :  « Culture en avril à Thorrenc » : exposition « Autour de l'art ancestral du vitrail » avec les œuvres de J.-P. et G. Terrasse et M. Roux  (avril) [7].

## Chronologie des curés

### ? – 1966
Un curé a la charge de la paroisse dont le territoire correspond approximativement à celui de la commune. Néanmoins entre 1914 et 1966 la charge est vacante et l’administration paroissiale est confiée au curé d’une paroisse voisine. La desserte de l’église devient très occasionnelle.

### 1966 – 1994
Disparition de la charge de curé de Thorrenc : la desserte de l’église, très très occasionnelle, est assurée par le curé de la paroisse de Talencieux puisque le lieu de culte se trouve désormais sur son territoire paroissial.

### 1994 – 2003
Une équipe presbytérale dont les membres sont « curés in solidum » (responsables solidairement) a la charge de l’ensemble des paroisses catholiques de la banlieue d’Annonay (ensemble inter-paroissial d'Annonay - rural).

### 2003 – 2021
Avec la création de la paroisse Saint-Christophe dont le territoire comprend la banlieue d'Annonay, à l'exception de Roiffieux et de la vallée de La Vocance, une équipe d’animation pastorale (E.A.P.) composée de laïcs en mission et de prêtres nommés « curés in solidum » a la charge de la paroisse nouvelle. La desserte demeure qu’occasionnelle.

### Depuis 2021
Avec la création de la paroisse « Bienheureux Gabriel Longueville » dont le territoire correspond au bassin de vie d'Annonay, une équipe d’animation pastorale (E.A.P.) présidée par un prêtre nommé « curé » à la charge de la paroisse nouvelle.